# Communauté de communes Agir ensemble
La communauté de communes Agir ensemble est une ancienne communauté de communes française, située dans le département de la Haute-Saône en France.
Elle a fusionné avec d'autres intercommunalités pour former le 1er janvier 2014 la communauté de communes Terres de Saône.

## Historique
L'intercommunalité a été créée par un arrêté préfectoral du 30 décembre 1994.
Une première réflexion en vue de la fusion des trois petites intercommunalités  « Agir Ensemble », « Saône Jolie » et « des Six Villages » a été menée en 2006,, sans aboutir alors à une mise en œuvre.
L'article 35 de la loi n° 2010-1563 du 16 décembre 2010 « de réforme des collectivités territoriales » prévoit toutefois d'achever et de rationaliser le dispositif intercommunal en France, et notamment d'intégrer la quasi-totalité des communes françaises dans des EPCI à fiscalité propre, dont la population soit normalement supérieure à 5 000 habitants.
Dans ce cadre, le schéma départemental de coopération intercommunale de 2011 a prévu la fusion des communautés de communes : 
- Agir ensemble, 
- de la Saône jolie 
- des six villages, 
et en y rajoutant les communes isolées de Bourguignon-lès-Conflans, Breurey-lès-Faverney et Vilory, afin de former une nouvelle structure regroupant 39 communes et environ 13 866 habitants.
Cette fusion est effective depuis le 1er janvier 2014 et a permis la création, à la place des intercommunalités supprimées, de  la communauté de communes Terres de Saône,.

## Territoire communautaire

### Composition
La communauté de communes regroupait en 2013 les 13 communes suivantes :
- Bougnon
- Amance
- Auxon (Haute-Saône)
- Conflandey
- Contréglise
- Équevilley
- Magny-lès-Jussey
- Montureux-lès-Baulay
- Polaincourt-et-Clairefontaine
- Saponcourt
- Senoncourt
- Venisey
- Villers-sur-Port

## Organisation

### Siège
L'intercommunalité avait son siège à Bougnon, 3, rue de l'école.

### Liste des présidents
L'intercommunalité était administrée par son conseil communautaire, constitué de délégués des  conseils municipaux de chaque commune membres.
| Période                                  | Période | Identité          | Étiquette | Qualité                                                                                      |
| ---------------------------------------- | ------- | ----------------- | --------- | -------------------------------------------------------------------------------------------- |
| Les données manquantes sont à compléter. |         |                   |           |                                                                                              |
| ?                                        | 2013    | Jean-Marie Bertin |           | ingénieur à l'ONF Maire d'Amance (2008 → ) Vice-président de la CC Terres de Saône (2014 → ) |

### Compétences
L'intercommunalité exerçait les compétences qui lui avaient été transférées par les communes membres, dans les conditions déterminées par le Code général des collectivités territoriales. Il s'agissait de : 
- Environnement et cadre de vie : assainissement non collectif, collecte et traitement des ordures ménagères ;
- Études de faisabilité relatifs aux services à la personne ;
- Développement et aménagement économique : zones d'activité, actions de développement économique ;
- Développement et aménagement social et culturel ;
- Équipements ou d'établissements culturels, socioculturels, socio-éducatifs, activités péri-scolaires, culturelles ou socioculturelles ;
- Aménagement de l'espace : schéma de cohérence territoriale (SCOT), Zones d'aménagement concerté (ZAC), organisation des transports non urbains, programme d'aménagement d'ensemble ;
- Tourisme ;
- Logement et habitat : programme local de l'habitat (PLH), politique du logement social, opération programmée d'amélioration de l'habitat (OPAH), droit de préemption urbain (DPU) pour la mise en œuvre de la politique communautaire d'équilibre social de l'habitat ;
- Nouvelles technologies de l'information et de la communication (NTIC) ;
- Partenariats avec les communes ou des associations[2].

### Régime fiscal et budget
La Communauté de communes était un établissement public de coopération intercommunale à fiscalité propre.
Afin de financer l'exercice de ses compétences, l'intercommunalité percevait la fiscalité professionnelle unique (FPU) – qui a succédé à la taxe professionnelle unique (TPU) – et assure une péréquation de ressources entre les communes résidentielles et celles dotées de zones d'activité.
Elle percevait également la redevance d'enlèvement des ordures ménagères (REOM), qui finançait ce service.